# ガイディング・ライト
『ガイディング・ライト』（Guiding Light）とは、1937年に始まった米NBCのラジオドラマに端を発し、後にCBSにて2009年までテレビ放送されていたソープオペラ（いわゆる昼ドラマ）兼宗教番組（初期のみ）である。略称はGL。制作はプロクター・アンド・ギャンブル・プロダクションズ。

## 歴史
1937年1月25日にNBCラジオによって連続ラジオドラマとしてスタート。当初は宗教番組でもあった。
1952年6月30日からはCBSでテレビ放送されるようになった。
2006年9月7日の放送分で通算15,000回を突破。現在ギネスブックでは世界一長寿のドラマと記載されている。デイタイム・エミー賞の作品賞では3度受賞している（2007年は『ヤング・アンド・ザ・レストレス』と同時受賞）。
しかし、視聴率が低迷したため2009年4月1日、CBSは同年9月18日の放送をもって終了すると発表した。

## 放送終了時点の主要出演者
- ジュード・バウアー：アーロン・ハート
- レア・バウアー：アリエル・レンワート
- リック・バウアー：マイケル・オリアリー
- クレイトン・ブードロー：Peter Francis James
- フェリシア・ブードロー：Kim Brockington
- メル・ブードロー：Yvonna Kopacz Wright
- レミー・ブードロー：Lawrence Saint-Victor
- その他の出演者はen:Guiding Light (2000-present)を参照。